# Ducati longobardi
I Ducati longobardi furono le principali organizzazioni politiche create dai Longobardi in Italia.

## Storia

I domini longobardi al termine del Periodo dei Duchi (584)

I domini longobardi dopo le conquiste di Rotari (652)

I domini longobardi raggiunsero la loro massima estensione dopo le conquiste di Astolfo (751)

Dopo l'invasione guidata da Alboino nel 568-569, il territorio conquistato fu ripartito secondo criteri principalmente militari e assegnato a quanti, tra i nobili longobardi, si erano distinti in combattimento: i duchi, appunto. La carica non era nuova ed era legata all'istituzione della fara, unità base della struttura sociale e militare dei Longobardi, ma dopo l'insediamento in Italia assunse nuove caratteristiche.
Il primo ducato a essere costituito fu, già all'indomani della conquista (569), quello del Friuli, affidato da Alboino a Gisulfo. Particolare rilievo storico ebbero i due ducati eretti nell'Italia centro-meridionale (la Langobardia Minor), Spoleto e Benevento, che godettero spesso di ampia autonomia all'interno del regno longobardo.
Nei primi anni del dominio longobardo in Italia, i ducati si ressero autonomamente per un decennio, senza che ci fosse un re centrale (Periodo dei Duchi, 574-584). In seguito, di fronte all'inefficienza e alla pericolosa debolezza militare di una simile frammentazione, i duchi tornarono a eleggere un re (Autari), ma i rapporti tra il potere centrale e i ducati rimasero deboli. Soltanto con il tempo l'accentramento del potere regio, almeno nella Langobardia Maior (Italia centro-settentrionale), ebbe la meglio sui particolarismi dei ducati.
Il ducato rappresentò per diversi nobili longobardi una sorta di "trampolino di lancio" verso il trono di Pavia (tra i tanti esempi, spiccano molti tra i più grandi tra i sovrani longobardi: Autari, Agilulfo, Rotari, Grimoaldo, Rachis, Astolfo, Desiderio). Non sempre però il colpo andava a buon fine, e il tentativo di usurpazione culminava con la morte del duca ribelle (Alachis, Rotarit).
I ducati longobardi, tanto nella Langobardia Maior quanto nella Langobardia Minor, non furono soppressi alla caduta nel regno (774), ma furono inglobati nell'Impero carolingio. Unica eccezione, il Ducato di Benevento: presto elevato al rango di Principato (ma poi anche indebolito da secessioni), conservò la sua autonomia e anzi rivestì un importante ruolo politico fino all'arrivo dei Normanni (XI secolo).

## Elenco dei ducati longobardi
Nella Historia Langobardorum, Paolo Diacono cita espressamente i nomi di 5 duchi e sostiene l'esistenza di 30 ulteriori ducati, per un totale di 35.
I ducati attestati nella storiografia sono i seguenti: 
- Ducato di Asti
- Ducato di Ivrea
- Ducato di San Giulio
- Ducato di Torino
- Ducato di Bergamo
- Ducato di Brescia
- Ducato di Milano
- Ducato di Pavia
- Ducato di Trento
- Ducato di Ceneda
- Ducato di Treviso
- Ducato di Verona
- Ducato di Vicenza
- Ducato del Friuli
- Ducato di Genova
- Ducato di Ferrara
- Ducato di Modena
- Ducato di Parma
- Ducato di Persiceto
- Ducato di Piacenza
- Ducato di Reggio
- Ducato di Tuscia, dapprima Ducato di Lucca
- Ducato di Spoleto
- Ducato di Benevento, poi Principato di Benevento, Principato di Salerno e Principato di Capua